# Walter Calverley-Blackett
Walter Calverley-Blackett, 2e baronnet (18 décembre 1707 - 14 février 1777) est un baronnet britannique et un homme politique qui siège à la Chambre des communes de 1734 à 1777.

## Biographie

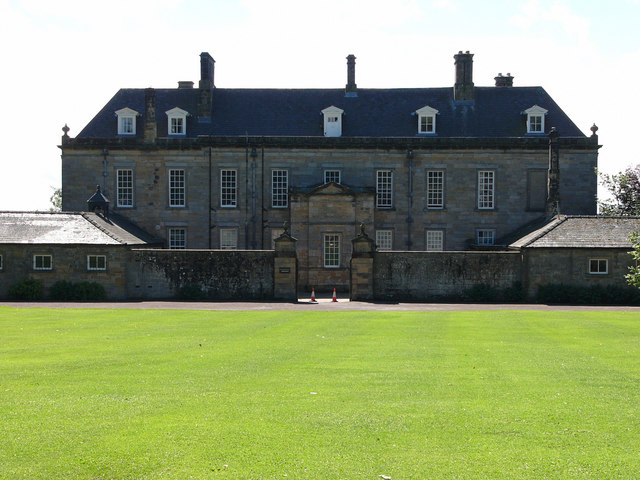
Wallington Hall

Il est né Walter Calverley à Otley, fils unique de Walter Calverley (1er baronnet), et de Julia Blackett, fille de William Blackett (1er baronnet, 1657-1705). Il entre au Balliol College d'Oxford à l'âge de 16 ans le 28 février 1724. En 1728, il hérite des domaines importants de son oncle William Blackett (2e baronnet), à Cambo et à Allendale, dans le Northumberland, à condition d'épouser Elizabeth Orde (la fille naturelle de son oncle) dans les douze mois et d'adopter le nom et le blason de Blackett. Le mariage a lieu le 29 septembre 1729 à Newcastle. Son changement de nom de famille en Blackett est par la suite confirmé par une loi du Parlement de 1733.
Il est haut-shérif de Northumberland de 1731 à 1732 et élu député conservateur à la Chambre des communes britannique à Newcastle-upon-Tyne sur sept parlements de 1734 jusqu'à sa mort. Il est conseiller municipal de la ville de Newcastle et maire à cinq reprises, en 1735, 1748, 1756, 1764 et 1771.
Il hérite du manoir de William Blackett, situé à Pilgrim Street, à Newcastle. En 1749, il hérite de la justice et des domaines de son père à Calverley et à Esholt, dans le Yorkshire, qu'il vend rapidement. Il s’installe à Cambo, où il investit des sommes considérables dans l’amélioration de Wallington Hall, le transformant dans le style palladien alors en vogue selon les plans de l’architecte Daniel Garrett. En 1755, il charge Garrett de construire une folie à la manière d'un château médiéval (Rothley Castle) sur la colline surplombant Wallington.
Son épouse est décédée le 21 septembre 1759 et est enterrée six jours plus tard à St Nicholas's, Newcastle. Sa fille unique, Elizabeth, meurt jeune et, à sa mort à Londres, le 14 février 1777, à l'âge de 69 ans, le titre de baronnet de Calverley s'éteint. Il est enterré à Calverley. Suivant le testament de William Blackett, ses biens sont légués à la mort de Walter, à Thomas Wentworth, le fils aîné de la tante de Walter . Les domaines de Walter, dont Wallington, qu'il a achetés à l’origine, ont été transférés à la famille Trevelyan dans laquelle sa sœur Julia s’est mariée.